# Смирнова, Елена Олеговна
Еле́на Оле́говна Смирно́ва (1 ноября 1947, Москва, СССР — 3 февраля 2020) — советский и российский психолог, специалист в области возрастной психологии. Доктор психологических наук, профессор.

## Биография
1971 г. — окончила факультет психологии Московского государственного университета.
1977 г. — под руководством М. И. Лисиной защитила кандидатскую диссертацию на тему «Влияние общения со взрослым на эффективность обучения дошкольников».
1984 г. — присвоено учёное звание старшего научного сотрудника по специальности «Педагогическая, детская и возрастная психология».
1992 г. — защитила докторскую диссертацию на тему «Условия и предпосылки становления произвольного поведения детей» и получила ученую степень доктора психологических наук. Назначена на должность заведующей лабораторией психологии детей дошкольного возраста Психологического института РАО.
2003 г. — присвоено учёное звание профессора по специальности «Возрастная психология».
2004 г. — стала научным руководителем Московского городского Центра психолого-педагогической экспертизы игр и игрушек при Московском городском психолого-педагогическом университете.

## Научная деятельность
Продолжая и развивая концепцию М. И. Лисиной, Смирнова активно разрабатывала концепцию развития воли и произвольности в раннем онтогенезе, в основе которой лежит различение данных понятий и выявление роли взрослого в становлении воли и произвольности ребёнка и изучала проблемы развития общения детей со взрослыми и сверстниками. Её теоретический подход к пониманию межличностных отношений тесно связан с проблемой становления самосознания ребёнка и нравственного развития. Особое внимание в её работах уделяется проблемным формам межличностных отношений — агрессивности, обидчивости, демонстративности и пр. Разработанная ей (совместно с В. М. Холмогоровой) программа нравственного воспитания и коррекции межличностных отношений используется в детских дошкольных учреждениях.
В течение ряда лет Смирнова являлась руководителем научно-практического эксперимента по разработке новых форм педагогической работы с детьми раннего возраста, осуществляемого при поддержке Московского комитета по образованию. Под её руководством была разработана инновационная комплексная программа воспитания и развития детей раннего возраста «Первые шаги», направленная на поддержку становления личности ребёнка.
С 2004 года Смирнова работала над проблемами игры и игрушки и была научным руководителем центра «Игра и игрушка» при Московском городском психолого-педагогическом университете. Под её руководством разработана концепция и методика психолого-педагогической экспертизы игрушек и игровых материалов и проводился цикл исследований, посвящённых анализу игровой деятельности современных детей и влиянию игрушек на детскую игру. Под научным руководством Смирновой подготовлено и защищено более 20 кандидатских диссертаций.

## Награды и звания
- Медаль К. Д. Ушинского
- Медаль Г. И. Челпанова «За вклад в развитие психологической науки» II степени (2001)[2]
- Лауреат конкурса «Грант Москвы» в области наук и технологий в сфере образования (2002)[3]
- Лауреат конкурса «Грант Москвы» в области наук и технологий в сфере образования (2005)[4]
- Премия правительства Российской Федерации в области образования (2011) за цикл трудов «Система воспитания и развития детей от рождения до семи лет»[5]

## Основные публикации
- Смирнова Е. О., Богуславская З. М. Развивающие игры для дошкольников. — М.: Просвещение, 1992.
- Смирнова Е. О. Развитие воли и произвольности в раннем и дошкольном возрастах. — М.: Издательство «Институт практической психологии»; Воронеж: НПО «МОДЭК», 1998.
- Смирнова Е. О. Психология ребёнка: Учебник для педагогических училищ и вузов. — М.: Школа-Пресс, 1997.
- Смирнова Е. О. Детская психология: учеб. для студ. высш. пед. учеб. заведений, обучающихся по специальности «Дошкольная педагогика и психология». — М.: Гуманитар. изд. центр ВЛАДОС, 2006.
- Смирнова Е. О. Детская психология: учеб. для пед.вузов. — СПб., «Питер», 2009.
- Смирнова Е. О., Холмогорова В. М. Межличностные отношения дошкольников: диагностика, проблемы, коррекция. — М.: Гуманитар. изд. центр ВЛАДОС, 2005.
- Галигузова А. С., Смирнова Е. О. Искусство общения с ребёнком от года до шести лет: советы психолога. — М.: АРКТИ, 2004.
- Смирнова Е. О. Дошкольник в современном мире. — М.: Дрофа, 2006.
- Смирнова Е. О., Холмогорова В. М. Конфликтные дети. — М.: ЭКСМО, 2009. Смирнова Е. О. Ползунки и ходунки. Три первых года в жизни малышей. — М.: «Лосоносовъ», 2009.
- Смирнова Е. О. Лучшие развивающие игры. — М.: ЭКСМО, 2010.